# 新皮斯佐沃
新皮斯佐沃（羅馬化：Novopistsovo）是俄罗斯伊万诺沃州的市级镇，属维丘加区，位于伏尔加河支流孙扎河（Сунжа）畔，在区行政中心维丘加北偏西方、州府伊万诺沃东北方。河流下游有市级镇卡缅卡。
该地2021年人口有2,158人；2010年人口2,748；2002年人口3,172；1989年人口3,767。